# Leo Schellevis
Leo Schellevis  ('s-Gravenhage, 7 januari 1967) is een voormalig Nederlands profvoetballer die onder contract stond bij ADO Den Haag en FC Zwolle.

## Clubcarrière

### ADO Den Haag
Leo Schellevis speelde in acht seizoenen 159 wedstrijden voor ADO Den Haag, waarin hij 46 doelpunten wist te scoren. Met ADO promoveerde en degradeerde hij tweemaal. In 1987 bereikte hij met ADO de KNVB bekerfinale die met 4–2 werd verloren van AFC Ajax. Schellevis speelde twee Europese wedstrijden tegen BSC Young Boys uit Zwitserland.

### FC Zwolle
Schellevis speelde twee jaar voor FC Zwolle. Hij speelde er 46 wedstrijden waarin hij drie maal wist te scoren.

### Carrièrestatistieken
| Seizoen | Club        | Land      | Competitie     | Wed. | Goals |
| ------- | ----------- | --------- | -------------- | ---- | ----- |
| 1985/86 | FC Den Haag | Nederland | Eredivisie     | 13   | 1     |
| 1986/87 | FC Den Haag | Nederland | Eredivisie     | 24   | 1     |
| 1987/88 | FC Den Haag | Nederland | Eredivisie     | 20   | 4     |
| 1988/89 | FC Den Haag | Nederland | Eerste divisie | 27   | 9     |
| 1989/90 | FC Den Haag | Nederland | Eredivisie     | 16   | 3     |
| 1990/91 | FC Den Haag | Nederland | Eredivisie     | 29   | 5     |
| 1991/92 | FC Den Haag | Nederland | Eredivisie     | 21   | 0     |
| 1992/93 | FC Den Haag | Nederland | Eerste divisie | 9    | 0     |
| 1993/94 | FC Zwolle   | Nederland | Eerste divisie | 26   | 2     |
| 1994/95 | FC Zwolle   | Nederland | Eerste divisie | 20   | 1     |
| Totaal  | Totaal      | Totaal    | Totaal         | 205  | 26    |

## Erelijst

### MetFC Den Haag
| Competitie              | Winnaar | Winnaar | Runner-up | Runner-up |
| Competitie              | Aantal  | Jaren   | Aantal    | Jaren     |
| ----------------------- | ------- | ------- | --------- | --------- |
| Nationaal               |         |         |           |           |
| Kampioen Eerste Divisie | 1x      | 1985/86 | 1x        | 1988/89   |
| Winnaar KNVB beker      |         |         | 1x        | 1986/87   |